# U.S. National Geodetic Survey
Le National Geodetic Survey (NGS), anciennement le United States Survey of the Coast (1807-1836), le United States Coast Survey (1836–1878) et le United States Coast and Geodetic Survey (USC&GS) (1878–1970), est une agence du gouvernement fédéral des États-Unis qui définit et gère un système de coordonnées nationales. Il produit un grand nombre d'applications scientifiques de localisation servant aux transports, aux communications et à la cartographie nationale. Depuis sa fondation sous sa forme actuelle en 1970, il est une composante du National Ocean Service de la National Oceanic and Atmospheric Administration (NOAA), sous la tutelle du département du Commerce des États-Unis. Certains des services du département du Commerce, dont l'Institut national des normes et de la technologie, trouvent aussi leur origine dans le National Geodetic Survey.

## Mission
Le National Geodetic Survey tient à jour le système national de référence spatiale (NSRS), un système de coordonnées cohérent qui définit la latitude, la longitude, la hauteur, l'échelle, la gravité, et l'orientation à travers les États-Unis. Le NGS doit définir le NSRS et coordonner celle-ci avec les autres pays dans le cadre d'un entente internationale de références terrestres.
L'histoire et la mission du National Geodetic Survey est étroitement liée à celles des autres services de la NOAA. La responsabilité géodésique a été transféré entièrement de ses prédécesseurs et les relevés hydrographiques ont été délégués au nouvel Office of Coast Survey de la NOAA. Comme ses prédécesseurs, l'agence exploite une flotte de navires de recherche avec son propre corps des officiers et les équipages ont leur propre uniforme depuis 1917. Lors de la création de la NOAA en 1970, ses officiers sont devenus le National Oceanic and Atmospheric Administration Commissioned Corps (ou NOAA Corps).

## Histoire

### United States Survey of the Coast

Logo du anniversaire de fondation de l’United States Survey of the Coast

Une loi du Congrès le 10 février 1807 crée le United States Survey of the Coast au sein du département du Trésor des États-Unis sous l'impulsion du président Thomas Jefferson,. Il s'agit du premier organisme scientifique du gouvernement des États-Unis qui montre l'intérêt de l'administration pour la science et la stimulation du commerce international en utilisant des méthodes de levés scientifiques pour cartographier les eaux des États-Unis et rendre la navigation plus sécuritaire. Un immigrant suisse avec une expertise à la fois dans l'arpentage et la normalisation des poids et mesures, Ferdinand R. Hassler, a été choisi pour en être le directeur.
Hassler a présenté un plan de travail impliquant l'utilisation de la triangulation pour assurer l'exactitude scientifique des relevés, mais les relations internationales tendues lors des Guerres napoléoniennes ont empêché la nouvelle agence de procéder, les Lois sur l'embargo de 1807 voté un mois seulement après la nomination d'Hassler empêchant le commerce américain outre-mer et donc l'achat des instruments de précision nécessaires. Il a fallu attendre 1811, et le président James Madison, pour qu'Hassler puisse aller en Europe pour se procurer ces derniers. Malheureusement, alors qu'il était en Angleterre, la Guerre anglo-américaine de 1812 a éclaté et l'a forcé à rester en Europe jusqu'à sa conclusion en 1815. Hassler est retourné aux États-Unis le 16 août 1815.
L'agence a finalement commencé ses opérations d'arpentage en 1816 dans les environs de New York. La première ligne de base a été tracée et vérifiée en 1817. Toutefois, Hassler a été pris par surprise lorsque le Congrès des États-Unis, frustré par la lenteur des progrès, peu disposé à supporter le temps et les frais impliqués par les activités scientifiques et mal à l'aise avec l'étranger de naissance comme directeur, a promulgué en 1818 une loi lui retirant de la direction de l'agence tout en suspendant les opérations. Le Congrès croyait que des agents de l'armée et de la marine américaine pourraient aussi bien faire le travail et pourraient le faire plus rapidement à moindre coût. En vertu de cette loi, qui interdit au gouvernement américain d'engager des civils pour mener des enquêtes côtières, le United States Survey of the Coast est devenu une agence fantôme sans surintendant et sans procéder à des sondages jusqu'en 1832.

### United States Coast Survey
Le 10 juillet 1832, le Congrès a adopté une nouvelle loi renouvelant la loi initiale de 1807 et plaçant la responsabilité de la topographie côtière à nouveau sous la responsabilité des civils de l'agence, l'administration du président Andrew Jackson élargissant son mandat. Hassler a été reconduit dans ses fonctions à titre de surintendant la même année et le travail reprit en avril 1833. Le département de la Marine des États-Unis a pris le contrôle du United States Survey of the Coast en 1834 mais le 26 mars 1836 il est redevenu une agence du département du Trésor et a été rebaptisé United States Coast Survey.
La Navy a cependant maintenu des liens étroits avec le service hydrographique, la loi imposant aux navires de l'agence d'utiliser des équipages de la Marine et que celle-ci fournirait le soutien logistique en autant que cela était possible. En vertu de ce système, qui persista jusqu'en 1900, beaucoup des plus célèbres hydrographes sont des officiers de la marine américaine et des civils ayant servi côte à côte. En outre, le département de la Guerre des États-Unis a aussi fourni des officiers de l'Armée des États-Unis au cours de ses premières années. Hassler a mentionné que l'expertise dans les relevés côtiers serait d'une importance dans les guerres futures et a salué la participation du personnel de l'Armée et de la Marine. Sa vision à cet égard a jeté les bases pour le corps des officiers totalement civil qui serait créé en 1917, l'ancêtre du National Oceanic and Atmospheric Administration Commissioned Corps.
En juillet 1833, Edmund E. Blunt junior, le fils de l'hydrographe Edmund B. Blunt, accepta un poste d'hydrographe à l'USCS. Son père avait commencé à publier le livre American Coast Pilot - le premier à s'occuper de navigation, des cartes et d'autres informations aux marins dans les eaux nord-américaines - en 1796. Sous son impulsion, l'agence publia ses résultats dans des articles de journaux locaux et dans les versions mises à jour du livre de son père. Les cartes maritimes de l'agence ont été également vendues par la famille Blunt, qui est devenue un fidèle allié de l'agence dans ses différends avec ses détracteurs. Finalement, la relation entre l'agence et les Blunts a conduit à la création du magazine United States Coast Pilot dans la dernière partie du XIXe siècle.

#### Expansion
Au cours du XIXe siècle, le mandat de l'agence était assez large et elle n'avait aucun concurrent pour les fonds de recherche scientifique financés par le gouvernement fédéral. En conséquence, les surintendants se sont lancés dans des domaines aussi divers que l'astronomie, la cartographie, la météorologie, la géodésie, la géologie, la géophysique, l'hydrographie, la navigation, l'océanographie, l'exploration, le pilotage, les marées et de la topographie. Ferdinand Hassler est aussi devenu le premier surintendant des poids et mesures à partir de novembre 1830, et le Bureau du poids et mesures, ancêtre de Institut National des Standards et de la Technologie, a été placé sous le contrôle de l'agence de 1836 à 1901. De nombreux articles ont été publiés par l'agence comme ceux sur les travaux statistiques de Charles Sanders Peirce.
Quand l’United States Coast Survey a repris ses activités en 1833, la loi américaine lui interdisait de se procurer ses propres navires et forçait l'utilisation des navires de la Navy et de l'United States Revenue Cutter Service. Le département de la Marine lui a permis de contourner cette restriction en laissant le lieutenant Thomas R. Gedney acheter la goélette Jersey pour la Navy mais en déclarant qu'elle était seulement apte à une utilisation par le USGS. Ce navire a effectué sa première opération de sondage à main des abords du port de New York en octobre 1834 et a permis de découvrir en 1835 le canal de Gedney qui a réduit considérablement le temps pour l'atteindre.
Au cours des décennies, le travail de détermination des fonds marins s'est élargi. Ainsi à partir de 1843, sous la direction du professeur Alexander Dallas Bache, des relevés ont été entrepris le long de la côte Est des États-Unis jusqu'aux Keys de Floride et en 1846, le navire Phoenix s'est attaqué à la côte du golfe du Mexique pour la première fois. En 1845, Bache a institué le premier projet océanographique systématique mondial d'étude d'un phénomène spécifique quand il a ordonné l'étude du Gulf Stream, y compris son océanographie physique, sa géologie, sa biologie et sa chimie. Bache a également institué des observations régulières et systématiques des marées et du magnétisme terrestre, faisant de l'USCS l'expert aux États-Unis en géophysique pour un siècle. À la fin des années 1840, l'USCS est devenu un pionnier de l'utilisation du télégraphe pour déterminer précisément la longitude; cette « méthode américaine » a bientôt été imitée dans le monde entier.
La Guerre américano-mexicaine de 1846-1848 a forcé le retrait de presque tous les officiers de l'Armée des États-Unis de l'Agence mais ils sont revenus après la guerre et l'expansion du territoire des États-Unis a étendu le son champ d'action, incluant les côtes du Texas et de la Californie nouvellement acquises. Le célèbre naturaliste Louis Agassiz a étudié la vie marine au large la Nouvelle-Angleterre pour l'USCS à bord du vapeur Bibb en 1847 et a mené la première étude scientifique du récif de la Floride en 1851. Dans les années 1850, l'USCS a participé à l'effort visant à réformer le système de phares. Un navire l'USCS a participé à un projet scientifique international pour la première fois quand le vapeur Bibb s'est joint à l'observation d'une éclipse solaire à partir d'Aulezavik, au Labrador.

#### Guerre de Sécession

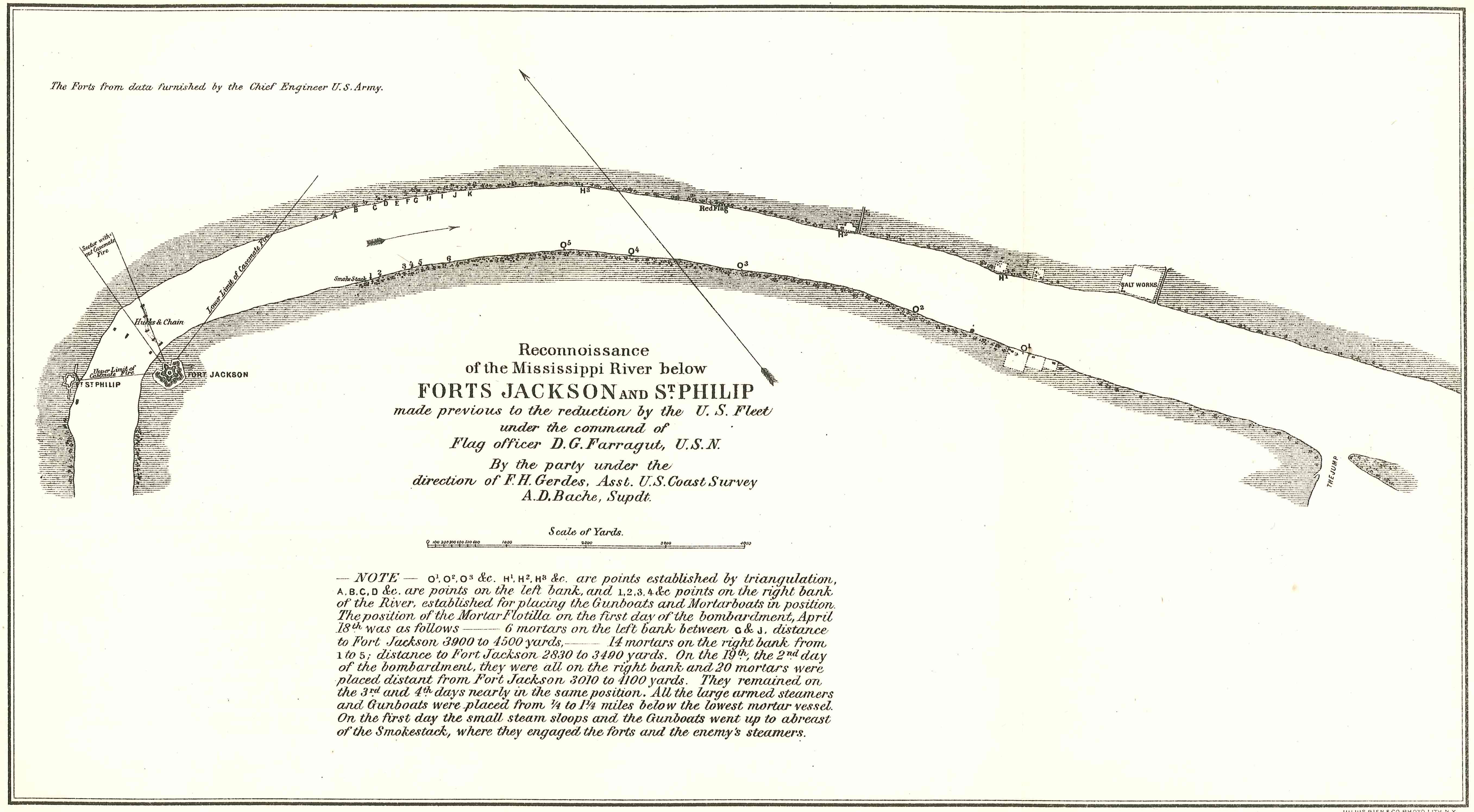
Relevés géodésiques du Mississippi en aval des forts Jackson et Saint Philip pour la préparation du bombardement de la flotte de l'Union.

Le déclenchement de la guerre de Sécession en avril 1861 a provoqué un changement radical dans le sens du rôle de l'USCS qui devint celui de soutien des forces armées de l'Union. Tous les officiers de l'armée et de la Navy, sauf deux, ont été rappelés au combat. La plupart des civils de l'USCS avaient des sympathies pour l'Union et seuls sept d'entre sont partis servir du côté des États confédérés d'Amérique.
Les géomètres civils ont été appelés à fournir leur expertise en cartographie et hydrographie aux forces de l'Union. Ils ont servi sur pratiquement tous les théâtres de guerre, souvent sur la ligne de front ou même en éclaireur pour produire un grand nombre de cartes pour les forces de l'Union. Les géomètres affectés à l'armée de l'Union ont reçu un grade militaire temporaire et une affectation à un commandement spécifique, mais ceux qui de l'US Navy sont restés des civils, courant le risque d'être exécutés comme des espions en cas de capture par l'ennemi,.
L'une des personnes qui ont excellé à ce travail fut Joseph Smith Harri, qui a soutenu les efforts du contre-amiral David Farragut et de son escadre de blocus lors de la bataille de Forts Jackson et Saint Philip en 1862. Les relevés de l'USCS ont été particulièrement précieux pour le commandant David Dixon Porter et sa flotte de bombardement au mortier.
Les officiers de l'armée ne sont jamais revenus à l'USCS mais plusieurs officiers de la Marine l'ont fait après la guerre. L'acquisition du territoire de l'Alaska en 1867 a élargi ses responsabilités. George W. Blunt a vendu le droit d'auteur du magazine American Coast Pilot, qui en était à sa 21e édition depuis 1796, à l'USCS. En 1888, le nom a été changé en United States Coast Pilot pour les données couvrant la côte Est et le golfe du Mexique mais les publications pour la côte Ouest des États-Unis n'ont pris ce nom que 30 ans plus tard. NOAA publie toujours ces revues aujourd'hui.

### United States Coast and Geodetic Survey

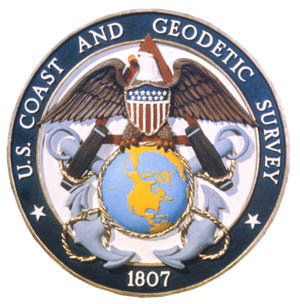
Sceau du United States Coast and Geodetic Survey

En 1871, le Congrès a officiellement élargi les responsabilités de l'USCS pour inclure les relevés géodésiques à l'intérieur du pays. L'un de ses premiers grands projets sur le continent fut de relever avec précision le 39e parallèle à travers l'ensemble du pays. Entre 1874 et 1877, l'USCS a employé le naturaliste et auteur John Muir comme un guide et artiste sur ce projet dans la région du Grand Bassin du Nevada et de l'Utah. Pour refléter le changement de mission, le Congrès lui a donné un nouveau nom, soit le United States Coast and Geodetic Survey (USC&GS) en 1878,,. L'acquisition des Philippines et de Porto Rico, a encore accru son domaine de responsabilité.
Divers instruments ont été développés par l'USC&GS, dont le courantomètre de Pillsbury et le sondeur de Sigbee. En 1904, l'USC&GS a introduit la technique de la drague hydrographique dans lequel un filin horizontal, ou « entremise », est maintenu à la profondeur voulue par des orins munis de flotteurs. Cette méthode a révolutionné les levés hydrographiques, car elle a permis des relevés rapides, moins laborieux et beaucoup plus complets d'une zone que l'utilisation de lignes à plomb et de perches de sondage qui l'avaient précédé. Cette technique est restée en usage jusqu'à la fin des années 1980.
À la fin du XIXe siècle, l'étude intensive du Gulf Stream par le navire George S. Blake est cité comme modèle en océanographie. Il est l'un des deux seuls navires américains inscrits sur la façade du Musée océanographique de Monaco avec la mention « le navire océanographique le plus novateur du dix-neuvième siècle ».
Un bureau a été ouvert à Seattle, Washington, en 1899, pour soutenir les navires en opération dans l'océan Pacifique ainsi que le travail dans l'ouest des États-Unis. En 1901, le Bureau des poids et mesures a été séparé de l'USC&GS. Il est devenu l'Institut National des Standards et de la Technologie en 1988.
Pendant les années précédant la Première Guerre mondiale, tout le travail a été mené par des civils, même si le personnel de bord portait des uniformes pratiquement indiscernables de l'uniforme de la Navy. En effet, la loi du 6 juin 1900 éliminait le recours à la Navy et donnait des fonds à l'USC&GS pour l'acquisition et le maintien d'une flotte de navires et de son personnel. La loi entra en vigueur le 1er juillet de la même année.

#### Première Guerre Mondiale
Avec l'entrée des États-Unis en guerre en 1917, les employés sont officiellement devenus des militaires afin d'éviter la situation qui, durant la Guerre de Sécession, avait placé des assistants civils accompagnant les forces armées en danger d'être considérés comme des espions en cas de capture par l'ennemi. En outre, le personnel et ses connaissances pourraient ainsi plus facilement se disperser dans les forces armées. Encore aujourd'hui, en cas d'urgence nationale, le Corps de la NOAA pourrait être rapidement assimilé dans les services armés par simple ordre du Président
.
Plus de la moitié des officiers de l'USC&GS ont servi avec l'Armée, la Navy ou les Marines pendant la Première Guerre mondiale. Ils ont servi comme officiers de pointage pour l'artillerie, agents de pose de mines dans la mer du Nord, navigateurs pour les transports de troupes, officiers de renseignement et même comme personnel du général John Pershing, chef expéditionnaire
.

#### Entre-deux-guerres

Détermination du canal SOFAR par la réverbération des ondes provenant de la surface ou de grandes profondeurs.

Au cours de la période entre les deux guerres mondiales, l'USC&GS est retourné à ses activités scientifiques et d'arpentage. En 1923 et 1924, l'organisme a commencé à utiliser les ondes acoustiques et radio pour développer le premier système de navigation maritime dans l'histoire qui ne reposait pas sur un moyen visuel de détermination de la position, le SOFAR (Sound Fixing and Ranging).
Cet appareil servait à déterminer la profondeur de la couche horizontale sous l'océan à laquelle la vitesse du son se propage le mieux, appelé canal SOFAR, grâce à des capteurs placés à plusieurs endroits et suivant les échos de petites détonations sous-marines. Ce canal servant de guide d'ondes sous les eaux propage les ondes sonores de basse fréquence à de très grandes distances permettant le développement de télémesure par radio-bouées et l'exploration sismique sous-marine.
La Loi sur l'aviation entrée en vigueur le 20 mai 1926 aux États-Unis a nécessité d'établir des corridors aérien, travail dévolu à l'USC&GS. En 1933, l'organisme a ouvert une base navale à Norfolk en Virginie. De 1934 à 1937, il a employé plus de 10 000 personnes, dont de nombreux ingénieurs au chômage, participant ainsi à l'effort du New Deal pour se sortir de la Grande Dépression.

#### Seconde Guerre mondiale
Lorsque les États-Unis sont entrés dans la Seconde Guerre mondiale en décembre 1941, tout le travail régulier a été suspendu pour que l'USC&GS puisse se consacrer entièrement à l'appui de l'effort de guerre. Plus de la moitié du Corps des officiers commissionnés a été transférée aux Forces armées, tandis que ceux qui sont restés ont travaillé à l'appui militaire et naval. Environ la moitié de la force de travail civile, un peu plus de 1 000 personnes, a rejoint les forces armées. Trois officiers de l'USC&GS et onze civils qui avaient rejoint les Forces armées ont été tués pendant la guerre.
Les officiers et les civils enrôlés ont pris part aux combats en Afrique du Nord, en Europe, dans le Pacifique et dans la défense de l'Amérique du Nord et de ses eaux, servant de soutien cartographique à l'artillerie, d'hydrographes pour la Navy, d'ingénieurs pour les débarquements, d'instructeurs dans les écoles militaires et dans de nombreux postes techniques. Le personnel de l'USC&GS a également travaillé pour la cartographie aéronautique dans le monde entier et un des officiers du Corps commissionné a été le premier commandant de la section des cartes aéronautiques, sise à Saint-Louis (Missouri), des Forces aériennes. Les civils restés aux États-Unis pendant la guerre ont produit plus de 100 millions de cartes et de graphiques pour les forces alliées.

#### Après-guerre
À la fin du conflit, le travail normal de l'USC&GS a repris. À partir de 1945, l'organisation modifia le système GEE de radionavigation, développé par les Britanniques durant la guerre, pour ses besoins. En 1948, elle met sur pied le premier embryon du Centre d'alerte des tsunamis dans le Pacifique à Honolulu, Hawaï. Avec le début de la Guerre froide, l'USC&GS voit encore une fois aux besoins militaires à partir de la fin des années 1940, entre autres pour l'établissement de la ligne de radars DEW, le positionnement des pas de tir de fusées et le travail de reconnaissance océanographique pour les tests nucléaires.
En 1955, le navire Pioneer (OSS 31) de l'USC&GS a conduit une étude du magnétisme dans l'océan Pacifique, avec un magnétomètre développé par l'Institut d'océanographie Scripps, qui a confirmé la théorie des plaques tectoniques. L'USC&GS a aussi participé à l'Année géophysique internationale du 1er juillet 1957 au 31 décembre 1958, avec 66 autres pays, dont le but était d'étudier plus en détail onze phénomènes comme le magnétisme terrestre, les aurores polaires, les rayons cosmiques, l'ionosphère, la météorologie de l'espace et une cartographie plus précise.
En 1959, la mission de l'organisme a été étendue à l'étude océanographique dans le monde entier. En 1963, l'USC&GS est devenu la première agence scientifique américaine à prendre part à un effort mondial de coopération en océanographie et météorologie dans les expériences EQUALANT I et II du programme International Cooperative Investigations of the Tropical Atlantic,. En 1964, un de ses navires a été le premier navire de l'USC&GS à travailler dans l'océan Indien lors de l’International Indian Ocean Expedition.

### U.S. National Geodetic Survey
En 1965 le gouvernement des États-Unis a procédé à une réorganisation de ses départements et le 13 juillet, l'Environmental Science Services Administration (ESSA) a été fondé pour regrouper l’US Coast and Geodetic Survey et le Weather Bureau (service météo), toujours sous le contrôle du département du Commerce,. En même temps, le Corps des officiers commissionnés est devenu une entité séparée de l’ESSA, renommé Environmental Science Services Administration Corps (ESSA Corps), servant sur tous les navires tant du service de géodésique, que ceux de la météorologie,,.
Le 3 octobre 1970, le mandat de l’ESSA a été étendu à d'autres services existants, le tout étant renommé National Oceanic and Atmospheric Administration (NOAA). Dans ce nouvel ensemble, l'US&GS a fusionné avec d'autres agences pour devenir le National Geodetic Survey (NGS) tout en perdant ses fonctions de relevés hydrographiques au profit du nouvel Office of Coast Survey (OCS). Ses navires ont été dévolus à la flotte aérienne et maritime de la NOAA et l’ESSA Corps est devenu le National Oceanic and Atmospheric Administration Commissioned Officer Corps (NOAA Corps). Le NGS, l’OCS et la flotte de NOAA sont tous regroupés sous le National Ocean Service,.

### Navires hydrographiquesde la NOAA
En service :
- NOAAS Ferdinand R. Hassler (S 250), depuis 2009
- NOAAS Thomas Jefferson (S 222), depuis 2003
- NOAAS Fairweather (S 220), depuis 1970

Anciens navires :
- USC&GS McArthur (MSS 22), de 1970 à 2003
- USC&GS Davidson (CSS 31), de 1970 à 1989
- USC&GS Ferrel (ASV 92), de 1968 à 1970
- USC&GS Rude (ASV 90), de 1967 à 1970
- USC&GS Heck (ASV 91), de 1967 à 1970
- USC&GS Whiting (CSS 29), de 1963 à 1970

## Drapeaux
L'USC&GS a été autorisé à faire flotter son propre drapeau sur ses navires le 16 janvier 1899 pour les distinguer de ceux de la Navy, les deux utilisant en plus le drapeau national. Ce drapeau est resté en usage jusqu'à la création de la NOAA en 1970. Il montrait sur un fond bleu, un centre blanc dans lequel se trouvait un triangle rouge. Le triangle représentait le travail par triangulation de l'arpenteur. La NOAA reprend ce drapeau en y ajoutant au centre la silhouette d'un goéland, l’emblème de la NOAA.

Le drapeau du United States Coast and Geodetic Survey de 1899 à 1970.
Le drapeau des navires de la NOAA à partir de 1970.

## Direction historique
Ci-dessous, les dirigeants durant l'histoire du NGS sous ses différentes formes :

### Surintendants de laSurvey of the Coast
1. Ferdinand Rudolph Hassler 1816 ‒ 1818, 1832 ‒ 1843
2. Alexander Dallas Bache (en) 1843 – 1867
3. Benjamin Peirce 1867 – 1874
4. Carlisle Pollock Patterson 1874 – 1881
5. Julius Erasmus Hilgard 1881 – 1885
6. Frank Manly Thorn 1885 – 1889
7. Thomas Corwin Mendenhall 1889 – 1894
8. William Ward Duffield 1894 – 1897
9. Henry Smith Pritchett 1897 – 1900
10. Otto Hilgard Tittman 1900 – 1915

### Directeurs de laCoast and Geodetic Survey
1. Capitaine Ernest Lester Jones 1915 – 1929
2. Contre-amiral Raymond Stanton Patton 1929 – 1937
3. Contre-amiral Leo Otis Colbert 1938 – 1950
4. Contre-amiral Robert Francis Anthony Studds 1950 – 1955
5. Contre-amiral Henry Arnold Karo 1955 – 1965
6. Contre-amiral James Chisholm Tison, Jr. 1965 – 1968